# Заимствования в казахском языке
Заимствованные слова в казахском языке появлялись как непосредственно из арабского, персидского, монгольского или русского языков, так и опосредованно из других языков через русский язык.

## Заимствования из арабского и персидского языков
Заимствованные слова арабского и персидского происхождения можно разделить на несколько групп:
- Термины, связанные с культурой, наукой и социальной жизнью. Примеры: кітап (книга), мақала (статья), заман (эпоха), әкім (аким — глава администрации).
- Понятия, имеющие отношение к быту и торговле. Примеры: уақыт (время), сауда (торговля).
- Исламские религиозные термины.
- Мусульманские имена.

## Заимствования из монгольского языка
Из монгольского языка заимствовались главным образом топонимы и термины, связанные с административным управлением. Данный пласт лексики был привнесён в казахский язык во времена золотоордынского владычества.
Отмечался и обратный процесс заимствования монгольским языком слов тюркской лексики. В современном казахском и монгольском языках существуют общие слова: каз. бауырсақ — монг. боорцог (баурсак), каз. алтын — монг. алт (золото), каз. темір — монг. төмөр (железо) и др.

## Международные термины
После Октябрьской революции в казахский язык пришёл огромный пласт интернациональной лексики, связанной с наукой и техникой (теория, механика), политикой (республика, партия, демократия), экономикой (социализм, капитализм), образованием (педагогика, дискуссия), культурой (фольклор, театр, музыка) и т. д. Новая терминология появляется преимущественно опосредованно через русский язык. Пополнение казахского языка интернационализмами продолжается и по сей день: Интернет (наряду с Ғаламтор), блог, гироскутер и др.